# Яссы (озеро, Тверская область)
Яссы или Я́сы — озеро на западе Тверской области в Василёвском сельском поселении Торопецкого района. По западному берегу озера проходит граница Подгородненского сельского поселения.
Площадь — 4,56 км², длина — 4,52 км, ширина до 2,51 км. Высота над уровнем моря — 179,5 метров. Происхождение озера ложбинное. Находится на реке Торопа (приток Западной Двины). Берега крутые, суходольные, на северо-востоке пологие и болотистые. В озере есть около 10 островов, один из самых крупных носит название Аполонов.

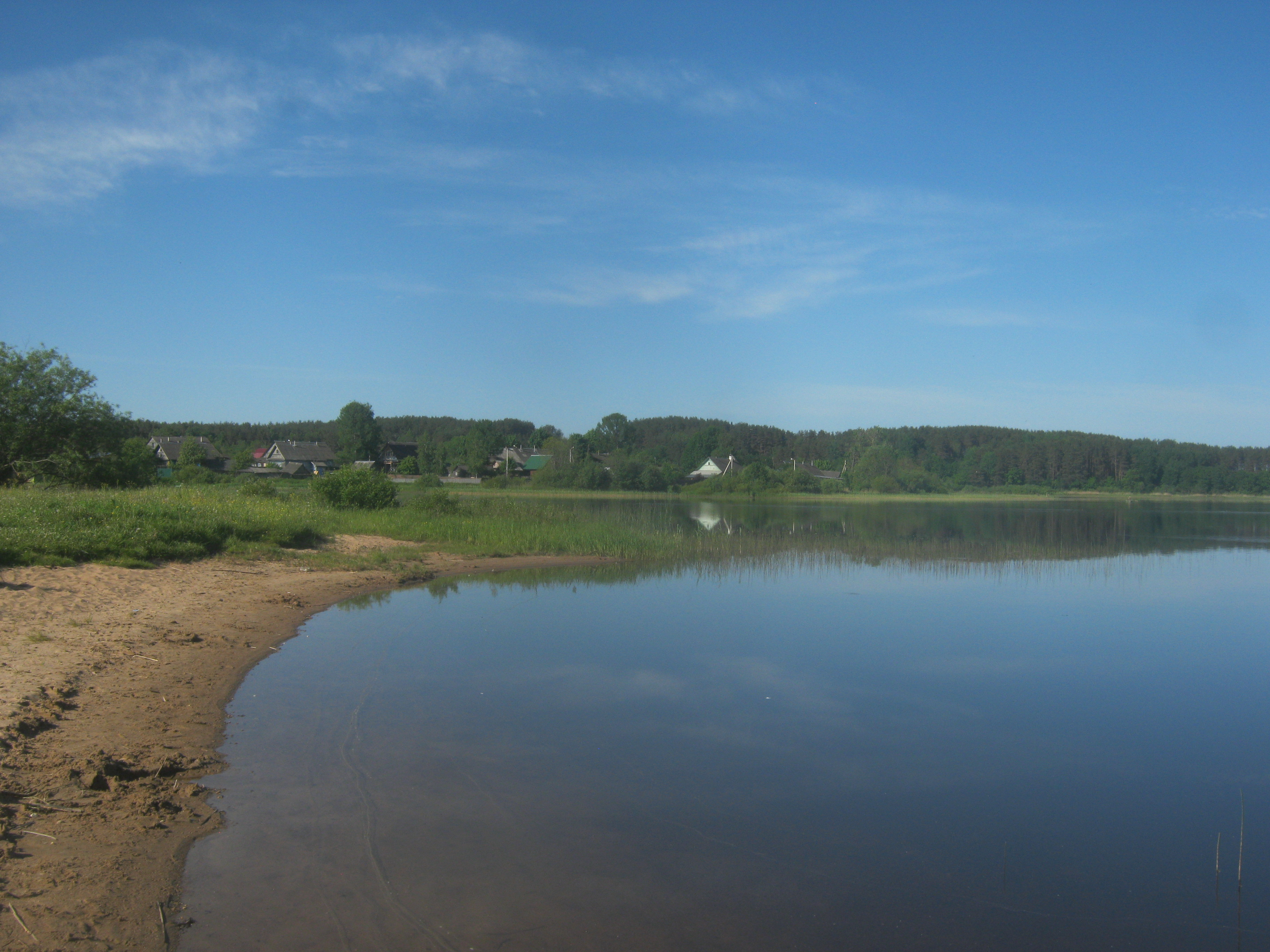
Берег озера в деревне
Ново-Троицкое летом 2021 года

Озеро Яссы располагается в 6 км от районного центра города Торопец. У его берегов находятся следующие населённые пункты: деревня Ново-Троицкое на юго-восточном берегу, деревня Федьково на южном берегу и деревня Городок на западном берегу.
Используется в рекреационных целях. Через озеро проходит водный маршрут по реке Торопа.
Леса, расположенные к юго-востоку от озера объявлены памятником природы регионального значения.